# 百済足人
百済 足人（くだら の たるひと）は、奈良時代の貴族。官位は従四位下・右京大夫。勲等は勲四等。

## 経歴
天平10年（738年）鎮守判官を務めていた記録がある。天平感宝元年（749年）陸奥国で発見された金が貢進され、国司ら関係者に叙位が行われた際、陸奥大掾であった足人は従五位下に叙爵された。その後、時期は不明ながら余（無姓）から百済朝臣に改姓している。
孝謙朝から淳仁朝にかけても陸奥介兼鎮守副将軍と引き続き陸奥国の地方官を務める一方、天平勝宝9歳（757年）従五位上、天平宝字4年（760年）には雄勝城および桃生柵を築いた功績に対して、陸奥国按察使兼鎮守将軍・藤原恵美朝狩始め陸奥・出羽両国の国司に対して叙位が行われた際、足人は正五位下に叙せられるなど、昇進を果たしている。天平宝字5年（761年）に節度使が再設置された際、田中多太麻呂と共に東海道節度副使に任ぜられ、節度使となった藤原朝狩に再び下僚として仕えた。
天平宝字8年（764年）正月に授刀佐に任ぜられるが、同年9月に発生した藤原仲麻呂の乱では孝謙上皇側に与したらしく、乱後の10月に従四位下・右衛士督に叙任されている。
神護景雲2年（768年）右京大夫となるが、称徳朝末の神護景雲4年（770年）5月12日在職のまま卒去。最終官位は右京大夫従四位下。

## 官歴
『続日本紀』による。
- 天平10年（738年） 4月：見鎮守判官[1]
- 時期不詳：正六位上。陸奥大掾
- 天平感宝元年（749年） 閏5月11日：従五位下
- 時期不詳：余（無姓）から百済朝臣に改姓
- 時期不詳：陸奥介兼鎮守副将軍
- 天平勝宝9年（757年） 5月20日：従五位上
- 天平宝字4年（760年） 正月4日：正五位下
- 天平宝字5年（761年） 11月17日：東海道節度副使
- 天平宝字8年（764年） 正月21日：授刀佐。10月13日：見右衛士督[2]。10月29日：従四位下
- 神護景雲2年（768年） 2月18：右京大夫
- 神護景雲4年（770年） 5月12日：卒去（右京大夫従四位下勲四等）